# Malvastrum cristobalianum
Malvastrum cristobalianum är en malvaväxtart som beskrevs av Antonio Krapovickas. Malvastrum cristobalianum ingår i släktet Malvastrum och familjen malvaväxter. Inga underarter finns listade i Catalogue of Life.